# 如月さや
如月 さや（きさらぎ さや、1989年4月15日 - ）は、日本の女優・グラビアアイドル・タレントである。
大阪府出身。「第2世代恵比寿マスカッツ」メンバー及び武藤敬司が旗揚げしたプロレス団体WRESTLE-1の公式サポーター「Cheer♡1」メンバーとして活躍。元ナインズプロモーション所属。

## 来歴
大阪府出身。ナレーション学校卒業。
2013年、ナインズプロモーションに入所。当初はナレーターを目指していたが、TOYOTA GAZOO Racingを応援する「GAZOO Lady（ガズーレディ）」としての活動を契機に顔を出しての活動に興味を抱き、グラビアオーディションにも積極的に応募するようになる。
ちなみに当時は「Saya」という名前で活動していた。
2013年12月20日、イーネット・フロンティアより初めてのイメージDVD『生さや』を「さや」名義で発表。
2014年2月、「さや」から「如月さや」に改名。3月、ミスヤングチャンピオン2014にエントリーするも、受賞は果たせなかった。
2016年4月8日、武藤敬司が率いるプロレス団体「WRESTLE-1」の公式サポーターユニット「Cheer♡1」に加入。7月7日、「Cheer♡1」がW-1チームとライブチームとの2チーム制になるにあたり両チーム兼任となり、2017年7月17日のライブチームの活動終了までWRESTLE-1での活動だけでなく、ライブハウスでのライブ活動も精力的に行っていた。
2018年6月29日より恵比寿マスカッツ1.5に研修生として加入。2018年8月24日、恵比寿マスカッツ正式メンバーに昇格。それまでのナレーションの経験を恵比寿マスカッツの総合演出のマッコイ斎藤に見い出され、マスカッツでは主にライブやイベントでのMCや番組の進行として活躍している。
2020年2月29日、WRESTLE-1が団体の無期限活動休止を発表。それに伴い団体の公式サポーターであるCheer♡1も無期限の活動休止が発表され、4月1日に無観客で開催された後楽園ホール大会をもって活動に終止符を打った。
その後4月29日に「ファン感謝イベント」を開催する予定だったがコロナ禍の影響により延期が続き、そして2021年3月25日にCheer♡1の公式ツイッターにおいてイベントの断念が発表された。
2020年7月、恵比寿マスカッツ内ユニットとして桃乃木かな、辰巳シーナと共にガールズロックユニット「MOMOROCK」を結成し、2020年8月5日にリリースされた恵比寿マスカッツのシングル『DIGITAL NOISE』のカップリング曲として『PUZZLE』を発表。
普段はマスカッツのメンバーとは殆どつるまない3人によるユニット(プロデューサーであるマッコイ斎藤からは「一匹狼の集まり」と称された)として独特の空気感を持った活動を展開。『PUZZLE』はMVも制作された。
MOMOROCKは後に恵比寿マスカッツ 真夜中の運動会にて繰り広げられた「ユニット大戦争」にも参加したが、2021年1月26日に同番組で開催された人気投票にて結果は参加4ユニット中3位となり、「1位以外のユニットは消滅」というルールにより同日をもって消滅となってしまった。
しかし2021年5月16日に行われた恵比寿マスカッツのオンラインライブ「ライブタイトル決まったよ2021年春」においてMOMOROCKが復活。3部構成だったライブの第1部に登場して、メンバー振付による『PUZZLE』を初披露した。更には2021年12月のオンラインライブ「年末なので全部歌わせて頂きマスカッツ」(この時は桃乃木不在の為に羽咲みはるがボーカルを担当)、そして2年3ヶ月ぶりの有観客でのライブとなった2022年3月の「Lucky7ライブ」、2022年5月の「恵比寿マスカッツ10周年記念ライブ－オールスター大感謝祭－」、2022年8月の「真夏の卒業式」においでもMOMOROCKが復活している。
2021年9月30日契約満了によりナインズプロモーションを退所、フリーとなる。その後は業務提携としてナインズプロモーションとの関係は続いていたが、2023年10月31日をもって業務提携も終了となった。
2021年12月30日深夜にオンエアされたTHE われめDEポンにおいて番組からの卒業が発表された。番組では2014年夏から水着アシスタントを担当していた。
2022年7月8日にオンエアされたABEMAでの恵比寿マスカッツのレギュラー番組「おねうち!!!マスカット」において第2世代恵比寿マスカッツのメンバー全員の卒業が発表。8月13日、恵比寿ガーデンホールにて開催されたライブ「第2世代恵比寿マスカッツ 真夏の卒業式」が恵比寿マスカッツのメンバーとして最後のライブになった。

## 人物
趣味は、ひとりミュージカル、グルメリポート、ヨガ、料理。特技は、ナレーション、リポート、パチンコ、麻雀、書道。
キャッチコピーは「ふわふわFカップのナレーターグラドル」。
2017年9月27日、「ベジタブル＆フルーツアドバイザー資格」取得。
父親が大好きで外食、旅行、お風呂にも一緒に入っている。その事は2020年5月23日に出演した有吉反省会でも大きく取り上げられた。
グラビアと併せてナレーションの仕事もこなしていた事もあり、恵比寿マスカッツにおいても番組やライブにおいてMCを担当する事が多い。
2022年5月25日の「恵比寿マスカッツ10周年記念ライブ－オールスター大感謝祭－」においてもゲストコーナーのMCをおぎやはぎと共に担当。リハーサルからカンペも持たずに完璧にMCをこなしていた如月に驚いたおぎやはぎはライブ翌日深夜にオンエアされたTBSラジオ「おぎやはぎのメガネびいき」の冒頭で話されたライブの感想で如月を絶賛した。

## 出演

### テレビ放送
- 相葉マナブ（テレビ朝日）
- プール de ブログ（テレビ朝日）
- 東京オーディション(仮)（TOKYO MX）
- ふたり道（BS 日テレ）
- THE われめDEポン（フジテレビ ONE）- 水着アシスタント
- にっぽん！いい旅（2014年5月28日・テレビ東京）
- 前略、月の上から。（2015年5月23日・フジテレビ）－乳酸菌美人
- キスマイBUSAIKU!? （2017年2月6日・フジテレビ）- マイコ役
- 『ぷっ』すま（2017年4月1日・テレビ朝日）
- 志村&鶴瓶のあぶない交遊録 （2018年1月2日・テレビ朝日）- 「元祖英語禁止ボーリング」コスプレ美女
- 鎧美女（2018年7月28日・フジテレビONE）-本多忠勝回 [13]
- 水曜日のダウンタウン「不思議ちゃんオーディション」（2018年8月23日・TBS)
- MATSUぼっち（2019年4月24日・フジテレビ)－ アシスタント
- 運命から始まる恋 -You are my Destiny-（2020年4月10日・フジテレビ）－第1話「金で雇われた女」役として
- 有吉反省会（2020年5月23日・日本テレビ）[14][15]
- 土曜スペシャル「春の絶景温泉、温泉タオル集め旅」（2021年4月10日・テレビ東京）
- 芸能人格付けチェック「2022お正月スペシャル」（2022年1月1日・テレビ朝日）- アシスタント
- 芸能人格付けチェック「BASIC～春の3時間スペシャル～」（2022年3月22日・テレビ朝日）- アシスタント

### ラジオ放送
- 智一・美樹のラジオビッグバン（文化放送）- アシスタント
- 田原俊彦 Double-T RELAX TIME X（2015年6月- 11月、フォーミュラミュージック）- アシスタント

### イベント
- 「gazoo racing 86 / BRZ race」Gazoo lady  ワンメイクレース  イメージキャラクター（2013年）
- 「日立白くまくんエアコン”真空チルドワイド冷蔵庫”」新作発表会 MC
- 「Cheer♡1（チアワン）」WRESTLE-1オープニングアクト（ダンスパフォーマンス）、ライブ（2016年4月6日～2020年4月1日）
- 「W-1サマーフェスティバル」（2017年8月19日、大久保・GENスポーツパレス内 WRESTLE-1道場）
- 「ふるさと祭り東京」ゆるキャラオンステージコーナー進行（2016年~2018年、2021年(オンライン開催)）

### 雑誌
- ヤングジャンプ「グラビアカップ・胸厚ベストイレブン!!」（2014年5月1日号、集英社）

### WEB
- 「サラリーマンは踊る」（劇団スカッシュ）
- 「Stalking Vampire2~隙間男~」（劇団スカッシュ）
- 「日々ココモ」(劇団スカッシュ)
- 「トータルテンボスのGIRIGIRIアウト」（2014年5月16日、ドコモスマホ放送）
- 「特命捜査官の推理ファイル」（2017年8月17日、ニコナナプラス）容疑者役
- 「Cheer１の応援"生"ラジオ with 櫻田愛実」（2017年4月12日～ 毎週水曜日21:00～22:00、 showroom）- メンバー持ち回り
- 「週刊WRESTLE-1 TV」（2017年4月14日- 、WRESTLE-1 YouTube Official Channel）- 番組ナビゲーター[16]※Cheer1メンバーによるローテーション
- 「麻雀最強戦2018」（2018年7月14日・9月30日、abema TV) -番組アシスタント長澤茉里奈のコーナー「まりちゅうに挑戦」に出演
- 「伏高のお料理チャンネル」（2020年11月19日-2021年1月28日 、かつお節の伏高 ふしたかYouTube Channel）- アシスタントとして出演。

以下は恵比寿マスカッツ MOMOROCKとして
- 矢口真里の火曜The NIGHT（2020年8月5日・12月2日[17]、ABEMA）

### CM
- 「お台場・神奈川キャンピングカーフェア」ラジオCM
- 「TOYOTAイベント」MC、ラジオCM

### MV参加
- 川上大輔『恋のメラギラ』(2015年7月)
- t-Ace『遊びの天才』(2019年6月)

このMVには恵比寿マスカッツより石岡真衣、神崎紗衣、松岡凛、粕谷まい、松本ゆん、山中真由美 (収録時点)も参加。
- 三山ひろし『その名もコノハナサクヤヒメ』(「三山ヒロシ」名義・2020年11月)

このMVには恵比寿マスカッツより藤原亜紀乃、松岡凛、松本ゆん、白藤有華、まいてぃ も参加。

## 作品

### イメージDVD
- 「生さや」（2013年12月20日発売、イーネット・フロンティア）- "さや"名義
- 「 気分爽快」（2014年6月27日発売、グラッソ(GRASSOC)）
- 「ひとりだけの彼女」（2015年6月26日発売、スパイスビジュアル）
- 「やわさや」（2017年5月26日発売、Storaw）
- 「LOVE TRIP 色白柔肌Fカップ美女 如月さや」（2019年5月25日、エアーコントロール）[18]

### 音楽CD
- Cheer♡1「Ready Go!!!!!（才木玲佳入場曲）」（2017年10月、WALK）